# Анхемол
Анхемол — персонаж «Энеиды» Вергилия. Герой италийского мифа, сын Рета, царя маррубиев. По рассказу Александра Полигистора, изложенному Сервием, Анхемол соблазнил свою мачеху Касперию и, спасаясь от гнева своего отца, бежал к Давну, отцу Турна.
Вергилий называет Анхемола среди убитых в бою Паллантом и упоминает, что он «осквернил ложе мачехи». Вопрос о том, как звали его мачеху, Ювенал приводит среди тех, которыми интересовались грамматики. По Сервию, эту историю изложил также поэт Авиен.